# Пастухово (Сарапульський район)
Пастухо́во (рос. Пастухово) — присілок в Сарапульському районі Удмуртії, Росія.
Урбаноніми:
- вулиці — Весняна, Вишнева, Дальня, Ентузіастів, Південна, Польова, Садова, Сунична, Травнева, Уральська, Янтарна
- провулки — Дальній, Кленовий, Короткий, Садовий, Тихий

## Населення
Населення становить 82 особи (2010, 30 у 2002).
Національний склад (2002):
- росіяни — 97 %